# Лев XI
Лев XI (лат. Leo PP. XI; в миру Алессандро Оттавиано Медичи, итал. Alessandro Ottaviano de' Medici; 2 июня 1535, Флоренция, Тоскана — 27 апреля 1605, Рим) — папа римский с 1 по 27 апреля 1605 года.

## Биография

### Происхождение
Четвёртый Папа Римский, носивший фамилию Медичи. Алессандро родился во Флоренции 2 июня 1535 года и был сыном Оттавиано Медичи и Франчески Сальвиати. С материнской стороны — внучатый племянник Льва X (через Сальвиати и свою бабку Лукрецию Медичи). Единокровный брат Бернардетто Медичи, принца Оттавьяно.

### Церковная карьера
Алессандро служил в качестве посла Флоренции при дворе папы Пия V в 1569—1584 годах. Григорий XIII сделал его епископом Пистойи в 1573 году, а затем архиепископом Флоренции. В 1583 году он получил от папы кардинальскую шапку. Стал кардиналом 12 декабря 1583 года, в один день с Джамбаттистой Кастанья, Никколо Сфрондрати и Джованни Антонио Факинетти де Нуче, последовательно занимавших папский престол в XVI веке (соответственно: Урбан VII, Григорий XIV и Иннокентий IX). По стечению обстоятельств, никто из кардиналов, назначенных в этот день, не пробыл папой больше года.
В 1596 году папа Климент VIII отправил Алессандро в качестве папского легата во Францию, где он оставался до 1598 года, когда получил известие о своем назначении префектом Конгрегации епископов и каноников. Алессандро был другом и учеником святого Филиппа Нери.

### Конклав и Папство
14 марта 1605 года, через одиннадцать дней после смерти Климента VIII, 62 кардинала начали конклав. Видное место среди кандидатов на папский престол занимали историк Цезарь Бароний и знаменитый иезуит Роберт Беллармин. Но Пьетро Альдобрандини, лидер итальянской фракции среди кардиналов, в союзе с французскими кардиналами, продвинули кандидатуру Алессандро Медичи — в пику испанскому королю Филиппу III. Как говорят, король Франции Генрих IV прислал 300 000 экю для продвижения кандидатуры кардинала Алессандро, приходившегося родственником обеим жёнам Генриха.
1 апреля 1605 года кардинал Медичи был избран Папой Римским. Он взял имя Лев XI в честь своего двоюродного деда Льва X.

### Смерть
На момент избрания Льву было почти семьдесят лет, и он умер на 28-й день своего понтификата. Его смерть наступила в результате утомления и переохлаждения во время церемонии интронизации в Латеранской базилике. Его прозвали «Papa Lampo» — «Папа-молния» — из-за скоротечности его понтификата.

## Комментарии
1. ↑  Маргарита Валуа — дочь троюродной сестры кардинала Екатерины Медичи (через Лоренцо II и его отца Пьеро II — брата бабки кардинала Лукреции). Мария Медичи — внучка Козимо I Медичи, двоюродного брата кардинала (их матери — сёстры Сальвиати, дочери той же Лукреции).